# Eugongylus sulaensis
Eugongylus sulaensis es una especie de escincomorfos de la familia Scincidae.

## Distribución geográfica
Es endémica de las islas Sula (Indonesia).